# علی‌آباد (فردوس)
علی‌آباد یک روستا در ایران است که در بخش فردوس شهرستان رفسنجان واقع شده‌است. علی‌آباد ۳۹۹ نفر جمعیت دارد.